# Sütçüler, Enez
Sütçüler là một xã thuộc huyện Enez, tỉnh Edirne, Thổ Nhĩ Kỳ. Dân số thời điểm năm 2011 là 219 người.